# Acleros mackenii
Acleros mackenii là một loài bướm ngày thuộc họ Hesperiidae. Nó được tìm thấy ở East Cape tới KwaZulu-Natal và ở Zimbabwe.
Sải cánh dài 27–32 mm đối với con đực và 29-33 đối với con cái. Con trưởng thành bay quanh năm nhưng phổ biến hơn vào cuối hè, thu và đông hơn là các tháng giữa hè nóng bức.
Ấu trùng ăn các loài Rhus (bao gồm Rhus corarius) và Acridocarpus (bao gồm Acridocarpus smeathmanni).

## Phụ loài
- Acleros mackenii mackenii
- Acleros mackenii olaus (Plötz, 1884)
- Acleros mackenii instabilis Mabille, 1890